# Hugo Alberto Palmeiro
Hugo Alberto Palmeiro militante Montoneros, secuestrado desaparecido el 16 de noviembre de 1979, en la ciudad de Buenos Aires, por la última dictadura cívico militar de Argentina, fue visto con vida hasta marzo de 1980 en el centro clandestino de detención de la ESMA, donde sufrió torturas

## Breve reseña
Nació en la ciudad de Buenos Aires el 4 de enero de 1949. Estudió Derecho en la Universidad Nacional de Buenos Aires (UBA). Comenzó su militancia en 1972 en una agrupación estudiantil independiente de izquierda y posteriormente se sumó a Montoneros. Estaba casado con Carlota Pérez, prima de Carlos Daniel Pérez, secuestrado en el mismo operativo y liberado poco después.

## Secuestro desaparición
Hugo Alberto Palmeiro fue detenido ilegalmente el 16 de noviembre de 1979, cerca de mediodía, en su lugar de trabajo en el barrio de Palermo. Al momento de su secuestro tenía 30 años de edad. Permanece desaparecido.

### Grupo Villaflor
Las fuerzas represivas de la última dictadura cívico militar llamaron "Grupo Villaflor" a integrantes de la familia Villaflor y a otros militantes, cercanos a la familia, entre ellos Hugo Palmeiro. 
Durante la investigación preliminar de la causa ESMA, varios sobrevivientes mencionaron a Edgardo Aroldo Otero, conocido en el inframundo como “Honda”, (que en 1980 había reemplazado a José Supicich en la dirección de la ESMA), como quien fue el que decidió el destino del “grupo Villaflor” y de otros detenidos que desaparecieron la misma noche, entre los que se encontraba el militante montonero Hugo Alberto Palmeiro.

## Homenaje
La quinta baldosa que instaló en noviembre de 2013,la agrupación HIJOS, de una serie hecha colectivamente en la Casa de la Militancia en la ex ESMA, fue en memoria de Hugo Alberto Palmeiro y también se compartió un escrito de su hija Guadalupe.